# Steve Berry (calciatore)
Steve Berry, all'anagrafe Stephen Andrew Barry (Liverpool, 4 aprile 1963) è un ex calciatore inglese, di ruolo centrocampista.

## Carriera
Dopo aver giocato nei semiprofessionisti del Gosport Borough, esordisce tra i professionisti all'età di 18 anni nella stagione 1981-1982 con la maglia del Portsmouth, club della terza divisione inglese, con la cui maglia nel corso di due stagioni e mezzo mette a segno 2 reti in 28 partite di campionato; conclude poi la stagione 1983-1984 con un periodo in prestito all'Aldershot, in quarta divisione, dove gioca 7 partite senza mai segnare.
Nell'estate del 1984 passa al Sunderland, club di prima divisione, dove trascorre l'intera stagione 1984-1985 ed i primi mesi della stagione 1985-1986 segnando in totale 2 reti in 35 presenze (una presenza in seconda divisione nella stagione 1985-1985, le rimanenti in prima divisione nella stagione 1984-1985), per poi nel dicembre del 1985 passare per 20000 sterline al Newport County, club gallese militante nella terza divisione inglese, con cui rimane fino al dicembre del 1987 quando, dopo 6 reti in 60 partite di campionato, viene ceduto per 15000 sterline allo Swindon Town, con cui conclude la stagione 1986-1987 giocando 3 partite in terza divisione e 3 partite nei play-off, che la sua squadra vince, con conseguente promozione in seconda divisione. Successivamente nell'ottobre del 1987 dopo 3 presenze in seconda divisione con lo Swindon Town viene ceduto all'Aldershot come contropartita tecnica nell'acquisto di Bobby Barnes; dopo 6 reti in 48 presenze in quartad ivisione passa quindi a titolo definitivo al Northampton Town, con cui nell'arco di tre stagioni mette a segno 7 reti in 102 presenze fra terza e quarta divisione (in particolare dal 1988 al 1990 gioca in terza divisione, mentre nella stagione 1990-1991 in quarta divisione).
Tra il 1991 ed il 1995 trascorre invece tre stagioni nella prima divisione di Hong Kong, intervallate da una stagione al Darmstadt, con cui disputa 7 incontri nella seconda divisione tedesca; nel 1995 torna in patria, vincendo nel corso della stagione 1995-1996 la Conference League (quinta divisione e più alto livello calcistico inglese al di fuori della Football League) con la maglia dello Stevenage. Trascorre poi un biennio al Kettering Town, club della medesima categoria, con il doppio ruolo di allenatore e giocatore; nella stagione 1998-1999 veste invece nuovamente la maglia dello Stevenage. Dal 1999 al 2001 lavora invece come vice allenatore ai Rushden & Diamonds, con cui è tesserato anche come giocatore, disputando però solamente 2 partite in altrettanti campionati, il secondo dei quali peraltro vinto e concluso con la prima promozione nella Football League nella storia del club. Nel 2003, dopo un biennio di inattività, torna a giocare con il Bedford Town, con cui nella stagione 2004-2005 perde la finale play-off nella neonata Conference South (sesta divisione). Si ritira al termine della stagione 2005-2006, nella quale gioca nella United Counties League (nona divisione) con il Cogenhoe United.

## Palmarès

### Giocatore

#### Competizioni nazionali
- National League (campionato inglese): |Conference League

Stevenage: 1995-1996
Rushden & Diamonds: 2000-2001